# 肯特·弗格森
肯特·门罗·弗格森（英語：Kent Monroe Ferguson，1963年3月9日—），美国男子跳水运动员。他曾获得1991年世界游泳锦标赛男子3米跳板金牌。他也曾参加1992年夏季奥林匹克运动会。